# Variatiecoëfficiënt
In de statistiek wordt de variatiecoëfficiënt gebruikt als relatieve spreidingsmaat, wat inhoudt dat de spreiding gemeten wordt ten opzichte van de verwachtingswaarde of het gemiddelde. De variatiecoëfficiënt is zowel gedefinieerd voor een steekproef als voor een populatie.

## Definitie

### Populatie
Voor een populatie of kansverdeling met populatiegemiddelde (verwachtingswaarde) {\displaystyle \mu \neq 0} en (populatie)standaardafwijking {\displaystyle \sigma }, is de variatiecoëfficiënt gedefinieerd als
{\displaystyle c_{v}={\sigma  \over |\mu |}}

### Steekproef
Voor een steekproef met steekproefgemiddelde {\displaystyle {\bar {x}}\neq 0} en (steekproef)standaardafwijking {\displaystyle s}, is de (steekproef)variatiecoëfficiënt gedefinieerd als
{\displaystyle c_{v}={s \over |{\bar {x}}|}}

## Voorbeeld
Stel als steekproef zijn de uitkomsten 1, 2, 4, 4 en 9 gevonden. Het gemiddelde in de steekproef is
{\displaystyle {\bar {x}}={\frac {20}{5}}=4}
en de (steekproef)standaardafwijking {\displaystyle s} is
{\displaystyle s={\sqrt {{\frac {1}{4}}(9+4+0+0+25)}}\approx 3{,}08}
De variatiecoëfficiënt {\displaystyle c_{v}} is dus:
{\displaystyle c_{v}={s \over {\bar {x}}}={3{,}08 \over 4}=0{,}77}
Worden alle waarnemingen met een factor 2 vermenigvuldigd, dan is het nieuwe gemiddelde gelijk aan 8 en de nieuwe standaardafwijking 6,16. Hoewel de spreiding in de nieuwe data een factor 2 groter is geworden, is de variatiecoëfficiënt, de relatieve spreiding ten opzichte van het gemiddelde, gelijk gebleven.

## Toepassing
De variatiecoëfficiënt is dimensieloos en kan dus goed gebruikt worden om verschillende populaties te vergelijken, zeker wanneer deze populaties sterk uiteenlopende gemiddelden hebben. De variatiecoëfficiënt is in feite een maat voor relatieve spreiding: hij meet de mate van spreiding, via de standaardafwijking, maar relatief ten opzichte van de gemiddelde ligging van de waarden.